# Geographisches Institut Weimar
Das Geographische Institut in Weimar war ein wichtiger deutscher Verlag für Kartenwerke und Globen. Es wurde am 1. April 1804 von Friedrich Justin Bertuch gegründet und war ein Tochterverlag seines umfangreichen Landes-Industrie-Comptoir zur Förderung der Wirtschaft und Gesellschaft in Sachsen-Weimar.
Hier waren Kupferstecher und Kartografen tätig, die Atlanten, General- und Spezialkarten der einzelnen Erdteile und Länder, Hand- und Reisekarten, physische, geologische und Himmelskarten, Mondkarten sowie Erd- und Himmelsgloben herstellten. Auch veröffentlichte das Geographische Institut einschlägige Zeitschriften und geographisch-statistische Jahrbücher. Wegweisend ist hierbei die ab 1798 bereits im Landes-Industrie-Comptoir erschienene erste wissenschaftliche geographische Zeitschrift: Allgemeine Geographische Ephemeriden. Ab 1880 wurde die Zeitschrift für wissenschaftliche Geographie, begründet von Julius Kettler herausgegeben. Sie erschien bis 1891.
Von 1807 bis 1817 war Friedrich Wilhelm Streit Direktor dieser Anstalt. Er selbst brachte einen Atlas heraus. Die wissenschaftliche Herausgabe besorgten u. a. Franz Xaver von Zach, Adam Christian Gaspari, Heinrich Kiepert, Karl und Adolf Gräf, Carl Ferdinand Weiland, Julius Kettler, Carl Riemer und Karl Christian Bruhns.
1822 ging das Institut nach dem Tod Bertuchs an Friedrich von Froriep über, 1845 an dessen Sohn Robert Froriep, 1855 schließlich an Ludwig Denicke aus Lüneburg, 1858 an Voigt & Günther, später an Friedrich Arnd (bis 1883), dann zwischen 1890 und 1893 an Julius Kettler, 1903 an Max Wedekind, unter dem es 1905 sein Ende fand.